# The Master Rogue
The Master Rogue è un cortometraggio muto del 1914 diretto e interpretato da George Melford.

## Produzione
Il film fu prodotto dalla Kalem Company.

## Distribuzione
Distribuito dalla General Film Company, il film - un cortometraggio in due bobine - uscì nelle sale cinematografiche statunitensi il 4 maggio 1914.